# 阪神タイガース (小惑星)
阪神タイガース（はんしんタイガース、29328 Hanshintigers）は、小惑星帯に位置する小惑星。はやぶさの探査対象候補天体の観測の際、東京大学木曽観測所（長野県木曽郡木曽町三岳）で発見された小惑星の一つ。
日本のプロ野球球団、阪神タイガースに因んで名付けられた。日本のプロ野球球団に因んた名前が小惑星に命名されたのは、読売ジャイアンツ（巨人軍）に因んだ「東京ジャイアンツ」、広島東洋カープに因んだ「カープ」に続いて3番目である。
なお、これに先立って同じグループが発見した別の小惑星に巨人軍から取った名前を小惑星センターへ提案した際、発見者の一人でタイガースファンの安部正真は「巨人があるなら阪神も」と主張したが、同僚から「（『巨人の星』はあるが）『阪神の星』はない」と却下され、2003年に阪神がリーグ優勝を遂げたためやっと提案することを認められたという。